# ستيفانوس كابينو
ستيفانوس كابينو (باليونانية: Στέφανος Καπίνο)‏ هو لاعب كرة قدم يوناني في مركز حراسة المرمى ولد في يوم 18 مارس 1994 في مدينة بيرايوس في اليونان، يلعب حالياً مع نادي أولمبياكوس وسبق له اللعب مع نادي ماينز ونادي باناثينايكوس، في سنة 2011 بدأ باللعب مع منتخب اليونان لكرة القدم ويبلغ طول اللاعب 196 سم.

## مسيرته الكروية
لعب ستيفانوس كابينو خلال مسيرته الاحترافية مع 5 أندية في أحد عشر موسمًا ولم يسجل خلالها أي هدف ضمن 75 مباراة. حيث فاز في موسم واحد بالكأس وفي موسمين بالدوري.
خاض ستيفانوس كابينو مسيرته مع نادي باناثينايكوس في موسم 2010–11 ليلعب معه أربعة مواسم، مشاركًا في 41 مباراة ولم يسجل أي هدف. ثم انتقل إلى نادي ماينتس 05 في موسم 2014–15 لمدة موسم واحد، حيث شارك في مباراتين ولم يسجل أي هدف أيضًا. لينتقل بعدها إلى نادي أولمبياكوس في موسم 2015–16 واستمر معه طيلة ثلاثة مواسم، مشاركًا في 26 مباراة ولم يسجل أي هدف أيضًا. ثم انتقل إلى نادي نوتينغهام فورست في موسم 2017–18 لمدة موسم واحد، مشاركًا في 4 مباريات ولم يسجل أي هدف أيضًا. هذا وانتقل لاحقًا إلى نادي فيردر بريمن في موسم 2018–19 ولمدة موسمين، مشاركًا في مباراتين ولم يسجل أي هدف أيضًا.

## روابط خارجية
- ستيفانوس كابينو على موقع الاتحاد الدولي (مؤرشف)  (الإنجليزية)
- ستيفانوس كابينو على موقع الاتحاد الأوربي (الإنجليزية)
- ستيفانوس كابينو على موقع إي إس بي إن إف سي (الإنجليزية)
- ستيفانوس كابينو على موقع قاعدة بيانات كرة القدم.إي يو (الإنجليزية)
- ستيفانوس كابينو على موقع ناشيونال فوتبول تيمز (الإنجليزية)
- ستيفانوس كابينو على موقع Soccerway.com (الإنجليزية)
- ستيفانوس كابينو على موقع عالم كرة القدم.نت (الإنجليزية)